# Walter Helmut Fritz
Walter Helmut Fritz (n. 26 august 1929, Karlsruhe, Germania – d. 20 noiembrie 2010, Heidelberg, Germania) a fost un poet, romancier, eseist și traducător german. 

## Viața și opera
Walter Helmut Fritz a făcut studii de filozofie, lingvistică și literatură (germană și engleză). Din 1954 pînă în 1963 a lucrat ca profesoară de limba engleză și germană. Din a se putea dedica exclusiv scrisului.
Din 1956, a scris numeroase cărți de poezie și proza, precum și eseuri asupra literaturii contemporane. Poemele lui Fritz au apărut în numeroase publicații și antologii naționale și internaționale. 
A tradus cărți de poezie franceză de Alain Bosquet, Jean Follain, Philippe Jaccottet, René Ménard și Claude Vigée.
A fost membre a Clubului P.E.N., a Academia Germană pentru Știință și Literatura Mainz, a Academiei bavareze de Arte frumoasea München și Academiei germane pentru limbă și creație literară din Darmstadt.  
Walter Helmut Fritz este considerat poet de seamă în țările de limbă germană. Acest rang l-a dobîndit mai ales prin poezie. S-a afirmat însă cu succes ca autor de proză.

## Cărți publicate (selecție)

### Versuri
- Maskenzug (2003).
- Zugelassen im Leben, Hamburg 1999).
- Das offene Fenster. Prosagedichte (1997).
- Gesammelte Gedichte 1979–1994 (1994).
- Die Schlüssel sind vertauscht. Gedichte und Prosagedichte 1987–1991 (1992).
- Immer einfacher, immer schwieriger. Gedichte und Prosagedichte 1983–1986 (1987).
- Wunschtraum Alptraum. Gedichte und Prosagedichte 1979–1981 (1981).
- Gesammelte Gedichte (1979).
- Sehnsucht. Gedichte und Prosagedichte (1978).
- Schwierige Überfahrt – Gedichte (Hamburg 1976).
- Aus der Nähe. Gedichte 1967–1971 (1972).
- Die Zuverlässigkeit der Unruhe. Neue Gedichte (1966).
- Veränderte Jahre (1963).
- Achtsam sein (1956).

### Proza
- Was einmal im Geist gelebt hat. Aufzeichnungen (1999).
- Zeit des Sehens (1989).
- Bevor uns Hören und Sehen vergeht, roman (1975).
- Die Beschaffenheit solcher Tage, roman (1972).
- Die Verwechslung, roman (1970)
- Abweichung, Roman, Stuttgart 1965
- Umwege (1965).
- Zwischenbemerkungen. Aufzeichnungen (1964).

### Opera completa
- Werke in drei Bänden (2009).

## frdeTraduceri
- Alain Bosquet: J'écrirai ce poème (1965).
- Jean Follain: Gedichte (1962).
- Philippe Jaccottet: Fin d'hiver (1965).
- René Ménard: Entre deux Pierres (1964).
- Claude Vigée: Netz des Windes (1968).

## Distincții (selecție)
- 1995: Premiul literar Academiei bavareze de Arte frumoase
- 1992: Premiul literar Georg Trakl
- 1986: Premiul literar Stuttgart
- 1963: Bursa Villa-Massimo la Roma
- 1960: Premiul literar Karlsruhe

## deLucrări de prezentare a scriitorului
- Theo Breuer: Zwischenbemerkungen. Mensch der leisen Töne. Walter Helmut Fritz zum 80. Geburtstag.
- Theo Breuer: Walter Helmut Fritz. In: Aus dem Hinterland. Lyrik nach 2000, Sistig/Eifel 2005.
- Bernhard Nellessen (ed.): Sätze sind Fenster, Lebach 1989.
- Hansgeorg Schmidt-Bergmann (ed.): W. H. Fritz – P. Hamm – H. R. Schwab – Augenblicke der Wahrnehmung, Karlsruhe 1999.